# Roemenië op de Olympische Winterspelen 1952
Tijdens de Olympische Winterspelen van 1952, die in Oslo (Noorwegen) werden gehouden, nam Roemenië voor de vijfde keer deel.

## Deelnemers en resultaten

### Alpineskiën
| Olympiër       | Discipline       | Resultaat | Prestatie                              |
| -------------- | ---------------- | --------- | -------------------------------------- |
| Mihai Bîră     | afdaling (m)     | 35e       | 2.54,4 (+23,6)                         |
| Mihai Bîră     | reuzenslalom (m) | 45e       | 2.53,0 (+28,0)                         |
| Mihai Bîră     | slalom (m)       | r1: 42e   | 2e run niet startgerechtigd 1.09,5+dns |
| Ion Cașa       | afdaling (m)     | 59e       | 3.26,4 (+55,6)                         |
| Ion Coliban    | slalom (m)       | r1: 57e   | 2e run niet startgerechtigd 1.16,6+dns |
| Ștefan Ghiță   | reuzenslalom (m) | 64e       | 3.06,7 (+41,7)                         |
| Ștefan Ghiță   | slalom (m)       | r1: 59e   | 2e run niet startgerechtigd 1.17,6+dns |
| Andrei Kovacs  | slalom (m)       | r1: 77e   | 2e run niet startgerechtigd 1.31,0+dns |
| Radu Scîrneci  | afdaling (m)     | dq        | diskwalificatie                        |
| Radu Scîrneci  | reuzenslalom (m) | 54e       | 3.00,1 (+35,1)                         |
| Dumitru Sulică | afdaling (m)     | 51e       | 3.07,3 (+36,5)                         |
| Dumitru Sulică | reuzenslalom (m) | 59e       | 3.01,7 (+36,7)                         |

### Langlaufen
| Olympiër                                                       | Discipline        | Resultaat | Prestatie                                        |
| -------------------------------------------------------------- | ----------------- | --------- | ------------------------------------------------ |
| Constantin Enache                                              | 18 km (m)         | 39e       | 1:11.00 (+9.26)                                  |
| Moise Crăciun                                                  | 18 km (m)         | 61e       | 1:14.41 (+13.07)                                 |
| Florea Lepădatu                                                | 18 km (m)         | 63e       | 1:15.42 (+14.08)                                 |
| Niculae-Cornel Crăciun                                         | 18 km (m)         | 68e       | 1:17.11 (+15.37)                                 |
| Gheorghe Olteanu                                               | 50 km (m)         | 22e       | 4:23.08 (+49.35)                                 |
| Ion Sumedrea                                                   | 50 km (m)         | 23e       | 4:24.45 (+51.12)                                 |
| Dumitru Frățilă                                                | 50 km (m)         | 24e       | 4:30.13 (+56.40)                                 |
| Ion Hebedeanu                                                  | 50 km (m)         | 32e       | 4:47.58 (+1:14.25)                               |
| Moise Crăciun Manole Aldescu Dumitru Frățilă Constantin Enache | 4x10 km estafette | 10e       | 2:38.23 (+18.07) (40.07 / 39.58 / 40.18 / 38.00) |

### Noordse combinatie
| Olympiër               | Discipline | Resultaat | Prestatie                                                              |
| ---------------------- | ---------- | --------- | ---------------------------------------------------------------------- |
| Niculae-Cornel Craciun | mannen     | 19e       | 376,62 punten schans: 190,5 (57,5+56,5+59,5 m) 18 km: 186,12 (1:17.11) |

Argentinië · Australië · België · Bulgarije · Canada · Chili · Denemarken · Duitsland · Finland · Frankrijk · Griekenland · Groot-Brittannië · Hongarije · IJsland · Italië · Japan · Joegoslavië · Libanon · Nederland · Nieuw-Zeeland · Noorwegen · Oostenrijk · Polen · Portugal · Roemenië · Spanje · Tsjecho-Slowakije · Verenigde Staten · Zweden · Zwitserland